# Yeni Malatya Stadyumu
Das Yeni Malatya Stadyumu ist ein Fußballstadion in der türkischen Stadt Malatya in Ostanatolien. Es ersetzte das 1970 eröffnete Malatya İnönü Stadyumu, das 2018 abgerissen wurde. Der Neubau am östlichen Stadtrand liegt gegenüber der İnönü Üniversitesi an der Schnellstraße D 300. Der Eigentümer ist das Türkiye Cumhuriyeti Gençlik ve Spor Bakanlığı (deutsch Ministerium für Jugend und Sport der Republik Türkei). Auf seinen Rängen bietet es Platz für 25.745 Zuschauer.

## Geschichte
Erste Pläne für ein neues Stadion gab es schon 2007. Bis 2011 tat sich aber nicht viel. Der erste Spatenstich erfolgte am 12. Mai 2012. Bis zum wirklichen Beginn der Arbeiten dauerte es bis 2013. Der Bau sollte zu Beginn 60 Mio. TRY kosten. Die Provinz Malatya ist das weltweit größte Anbaugebiet von Aprikosen. Dies ließen die Architekten in den Entwurf einfließen. Die Fassadenverkleidung in zwei Schichten ist in den Farben Weiß und Orange gehalten. Die weiße Hülle umschließt die orange Hülle, die sich im Süden öffnet. Der ursprüngliche Entwurf von Azaksu Mimarlik wurde mehrmals geändert, doch die Hauptelemente blieben erhalten. Zu diesen gehört die leichte Stahldachkonstruktion mit 2800 Tonnen Gewicht. Sie deckt nicht nur die Zuschauerränge, sondern auch die Gänge um das Stadion. Das natürliche Gefälle des Grundstücks machte man sich ebenfalls zu Nutze. Auf der nördlichen Seite entstanden zwei Etagen im Erdgeschoss. Dies ermöglichte den Bau von 271 überdachten Parkplätzen. Um die Spielstätte stehen weitere 981 Plätze zur Verfügung. Des Weiteren verfügt das Yeni Malatya Stadyumu über 26 private Logen (jeweils 13 auf den Längstribünen im Osten und Westen), zwei Geschäfte und 24 Imbissstände. Die Arbeiten sollten 2015 abgeschlossen werden. Dies verhinderte aber u. a. die Insolvenz des Generalunternehmers 2015. Danach musste ein neues Unternehmen gefunden werden. Im Sommer 2017 konnte der Bau abgeschlossen und von Präsident Recep Tayyip Erdoğan eröffnet werden. Die anfänglichen Kosten von 60 Mio. TRY steigerten sich im Verlauf des Baus auf 75 Mio. TRY. Die Toplu Konut İdaresi Başkanlığı (TOKİ, deutsch Staatliche Wohnungsbaubehörde) gab als endgültigen Preis 119 Mio. TRY an. Bis zum Ende des Jahres 2017 musste die Stadt Malatya weitere zehn Mio. TRY investieren, um Schwierigkeiten zu beheben und das Stadion an die Anforderungen anzupassen.